# 878 (číslo)
Osm set sedmdesát osm je přirozené číslo. Římskými číslicemi se zapisuje DCCCLXXVIII a řeckými číslicemi ωοη'. Následuje po čísle osm set sedmdesát sedm a předchází číslu osm set sedmdesát devět.

## Matematika
878 je:
- Deficientní číslo
- Složené číslo
- Poloprvočíslo
- Nešťastné číslo

## Astronomie
- (878) Mildred je planetka hlavního pásu, kterou objevil v roce 1916 Seth Barnes Nicholson

## Roky
- 878
- 878 př. n. l.